# Dendrelaphis punctulatus
Dendrelaphis punctulatus är en ormart som beskrevs av Gray 1826. Dendrelaphis punctulatus ingår i släktet Dendrelaphis och familjen snokar.
Arten förekommer i norra och östra Australien i en bred remsa längs kusten. Den lever i låglandet upp till 500 meter över havet. Berättelser om fynd från Niu Briten behöver bekräftelse. Att Dendrelaphis punctulatus lever i Fiji har avfärdats. Habitatet varierar mellan regnskogar, mangrove, skogar med hårdbladsväxter, områden med hed nära havet, galleriskogar och trädgårdar.
Individerna är dagaktiva och de kan röra sig fort. Födan hittas ofta i den täta undervegetationen. Denna orm jagar främst skinkar och groddjur. Honan lägger 3 till 16 ägg per tillfälle (i genomsnitt 9).
För beståndet är inga hot kända. IUCN kategoriserar arten globalt som livskraftig.

## Underarter
Arten delas in i följande underarter:
- D. p. striolatus
- D. p. punctulatus